# El Puig (Taradell)
El Puig és una masia de Taradell (Osona) inclosa a l'Inventari del Patrimoni Arquitectònic de Catalunya.

## Descripció
Antiga casa forta de planta rectangular coberta de dues vessants amb el carener paral·lel a la façana situada a ponent, al voltant s'hi adossen cossos, també hi ha una lliça i un portal. A la planta s'hi obre un portal adovellat amb un escut a la dovella central i diverses finestres amb ampit. A migdia hi ha cossos adossats i coberts amb vessants, diverses obertures algunes de les quals tenen la obertura amb carreus de gres roig. A tramuntana hi ha una finestra amb l'ampit motllurat al 1er. p., finestretes fetes amb pedra roja, una espiera a la planta i un contrafort a l'angle dret.
Com el topònim indica està situada a dalt d'un puig i envoltada de plans cap a ponent.
Al costat hi ha una cabana de planta quadrada, de 4 x 4 m., coberta a dues vessants amb el carener perpendicular a la façana situada a llevant; només en aquesta part presenta un portal rectangular amb llinda de fusta situada sota la vessant esquerra.
Al davant hi ha una era de 9 m. de diàmetre, pavimentada amb rajoles.
La resta dels murs són gairebé cecs. Finalment, criden l'atenció els petits contraforts que hi ha a l'angle nord-oest.

## Història
Masia que es troba documentada des del S.XI. Els antics Puig fundaren a Tarradell en benefici de Sant Pau i Sant Joan, l'hereu entre 1465 i 1489 fou del mes capitostos i remences de la Plana de Vic.
Aquesta masia la trobem registrada en els fogatges de la parròquia i terme de Tarradell de l'any 1553 i també en el nomenclàtor de la província de Barcelona de l'any 1860 on consta com "Alqueria, casa de labor".